# Ютазинское сельское поселение
Ютазинское се́льское поселе́ние — муниципальное образование в Ютазинском районе Татарстана Российской Федерации.
Административный центр — село Ютаза.

## История
Статус и границы сельского поселения установлены Законом Республики Татарстан от 31 января 2005 года № 46-ЗРТ «Об установлении границ территорий и статусе муниципального образования "Ютазинский муниципальный район" и муниципальных образований в его составе».

## Население
| 2010  | 2011  | 2012  | 2013  | 2014  | 2015  | 2016  |
| ----- | ----- | ----- | ----- | ----- | ----- | ----- |
| 2420  | ↘2415 | ↗2445 | ↗2455 | ↘2408 | ↘2380 | ↘2335 |
| 2017  | 2018  |       |       |       |       |       |
| ↘2283 | ↘2270 |       |       |       |       |       |

## Состав сельского поселения
| № | Населённый пункт           | Тип населённого пункта       | Население |
| - | -------------------------- | ---------------------------- | --------- |
| 1 | Алма-Ата                   | деревня                      |           |
| 2 | Ик                         | деревня                      |           |
| 3 | Каркале                    | деревня                      |           |
| 4 | Малиновка                  | посёлок                      |           |
| 5 | Ютаза                      | село, административный центр |           |
| 6 | Ютазинской кумысолечебницы | посёлок                      |           |